# Orges Shehi
Orges Shehi, född 25 september 1977, är en albansk före detta fotbollsmålvakt och senare tränare. Han är sedan 2021 huvudtränare i Tirana.

## Landslagskarriär
Shehi debuterade för Albaniens landslag den 17 november 2010 i en 0–0-match mot Makedonien. Han var med i Albaniens trupp vid fotbolls-EM 2016. 

## Tränarkarriär
Den 5 juli 2018 presenterades Shehi som ny huvudtränare i Skënderbeu. Den 2 mars 2020 presenterades han som ny huvudtränare i Kukësi. Den 27 januari 2021 blev Shehi klar som ny huvudtränare i Tirana.